# Grupo Imagen
Grupo Imagen – meksykańska firma telewizyjno-radiowa należąca do Grupo Empresarial Ángeles, jest trzecią co do wielkości firmą telewizyjną w Meksyku zaraz za TV Azteca i Televisie. Prowadzi dwie sieci telewizyjne Imagen Televisión i Excélsior TV, wcześniej grupa była właścicielem Cadenatres (2007–2015), jest właścicielem gazety Excélsior, jednej z najstarszych w Meksyku.
Grupo Imagen wyprodukowało różne nowele we współpracy z Argos Comunicación, a także kilka własnych powieści, kilka z jej nowel zostało wyemitowanych w Europie.